# Te Apuesto
Te Apuesto es una casa de apuestas peruana que opera bajo la propiedad de La Tinka S.A., una empresa reconocida en el sector de juegos de azar en Perú. Desde su lanzamiento en 2011, Te Apuesto ha ofrecido una plataforma para apuestas en diversos eventos deportivos.

## Historia
Inició sus operaciones en 2011 bajo la administración de La Tinka S.A., empresa reconocida en el sector de juegos de azar en Perú. La Tinka S.A., conocida por su popular juego de lotería «La Tinka», forma parte del Grupo Intercorp y ha expandido su portafolio para incluir diversas modalidades de apuestas y loterías.
En sus primeros años, Te Apuesto se enfocó en establecer una red de puntos de venta físicos en todo el Perú, permitiendo a los usuarios realizar apuestas deportivas de manera presencial. Con el avance de la tecnología y el incremento del acceso a internet, la empresa desarrolló una plataforma digital que facilitó a los usuarios realizar apuestas en línea, ampliando así su alcance y adaptándose a las nuevas tendencias del mercado.
En 2024, firmó un acuerdo de patrocinio con la Federación Peruana de Fútbol, convirtiéndose en el sponsor principal de la máxima categoría del fútbol profesional peruano, que pasó a denominarse «Liga1 Te Apuesto». Este acuerdo, vigente hasta 2027, fue anunciado en una conferencia de prensa en la Villa Deportiva Nacional, con la presencia de representantes de la FPF y de La Tinka, así como de destacados futbolistas.

## Regulación y licencia
Desde marzo de 2024, las casas de apuestas en Perú están reguladas por el Ministerio de Comercio Exterior y Turismo conforme a la Ley Nº 31557. Para operar legalmente, las empresas deben contar con una licencia otorgada por Mincetur, incluir un aviso sobre juego responsable y estar registradas en la lista oficial de titulares autorizados del ministerio.

## Características de la plataforma
Te Apuesto ofrece una variedad de disciplinas deportivas para apuestas, incluyendo fútbol, baloncesto, tenis, artes marciales mixtas y deportes electrónicos. La plataforma proporciona transmisiones en vivo de eventos seleccionados y cuenta con funciones como el retiro de efectivo y la creación de apuestas personalizadas. La condición para que la apuesta sea válida es que ningún partido esté sospechoso de fraude (como un amaño), como se establece en sus términos y condiciones.